# Sale (Piemont)
Sale (piemontiul: Sal) település Olaszországban, Piemont régióban, Alessandria megyében. Lakosainak száma 3880 fő (2023. január 1.). Sale Alessandria, Alluvioni Piovera, Castelnuovo Scrivia, Guazzora, Isola Sant’Antonio és Tortona községekkel határos.

## Népesség
A település lakossága az elmúlt években az alábbi módon változott:
| Lakosok száma | 4121 | 4081 | 3880 |
|               | 2017 | 2018 | 2023 |